# 흑산도 아가씨
"흑산도 아가씨"는 1969년 공개된 대한민국의 영화이다.

## 배역
- 이예춘
- 윤정희
- 남진
- 유미
- 한은진
- 장훈
- 이철